# Santa Maria Val Müstair
Santa Maria Val Müstair (rétorománsky Soncha Maria, do roku 1995 oficiálně Santa Maria im Münstertal) je bývalá samostatná obec ve švýcarském kantonu Graubünden, okresu Engiadina Bassa/Val Müstair. Nachází se ve stejnojmenném údolí, asi 46 kilometrů severovýchodně od Svatého Mořice v nadmořské výšce 1375 metrů.
K 1. lednu 2009 se na základě výsledku referenda Santa Maria Val Müstair sloučila s dalšími okolními obcemi (např. Müstair, Tschierv, Valchava) do nové obce Val Müstair.

## Geografie

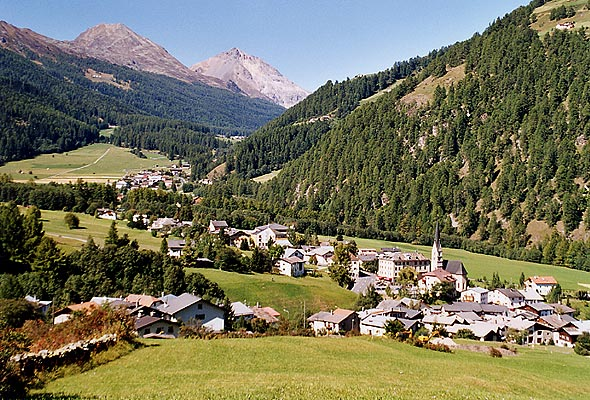
Santa Maria v údolí Val Müstair

Obec leží v údolí Val Müstair v nadmořské výšce 1375 m na konci údolí Val Muraunza. Vesnicí protéká řeka Muranzina, která pramení v údolí, a pak se vlévá do řeky Rambach. Přes Santa Marii vede hlavní silnice 28, která vede přes průsmyk Ofenpass do Zernezu v dolním Engadinu a ke státní hranici u Taufers im Münstertal. V obci se z hlavní silnice odpojuje silnice přes Umbrailpass, která vede do Bormia ve Veltlinu.
Před sloučením byla Santa Maria nejjižnější obcí dnes již zrušeného okresu Inn. Obec sousedila na severozápadě s Valchavou a na severovýchodě a jihozápadě s Müstairem. Její katastr hraničí také s Lü na vrcholu Piz Terza, na severu s jihotyrolskou obcí Taufers, na jihu se Stilfsem, rovněž v Jižním Tyrolsku, a také s Bormiem a Valdidentrem ve Veltlinu.
Nejvyšším bodem bývalé obce je Piz Umbrail ve výšce 3 032 m n. m. Součástí bývalé obce jsou také osady Sielva, Pizzet, Pütschai, Craistas a Büglios.

## Historie

Obec na snímku kolem roku 1915

Podle legendy poté, co Karel Veliký s boží pomocí unikl strašlivé bouři, položil v roce 801 základní kámen obce a postavil kapli.
V listinách je farnost Santa Maria poprvé zmíněna v roce 1167/70 jako Capellam sancte Maria in Silvaplana.  Jednalo se o kapli. Kolem kaple postupně vyrostla vesnice.
V červnu 1499 byla vesnice zničena císařskými habsburskými vojsky. V letech 1526–1530 byla v obci zavedena reformace. V roce 1630 si morová rána vyžádala 460 obětí.
Dne 27. dubna 1764 byla vnější část obce zcela zničena žhářstvím. Silnice přes průsmyk Umbrailpass byla postavena v letech 1898 až 1901. S jejím dokončením se rozběhl cestovní ruch. Během první světové války sloužila tato cesta a její okolí švýcarské armádě k pozorování rakousko-italské frontové linie.
V létě 2003 zničil velký požár několik domů v centru obce.

## Obyvatelstvo

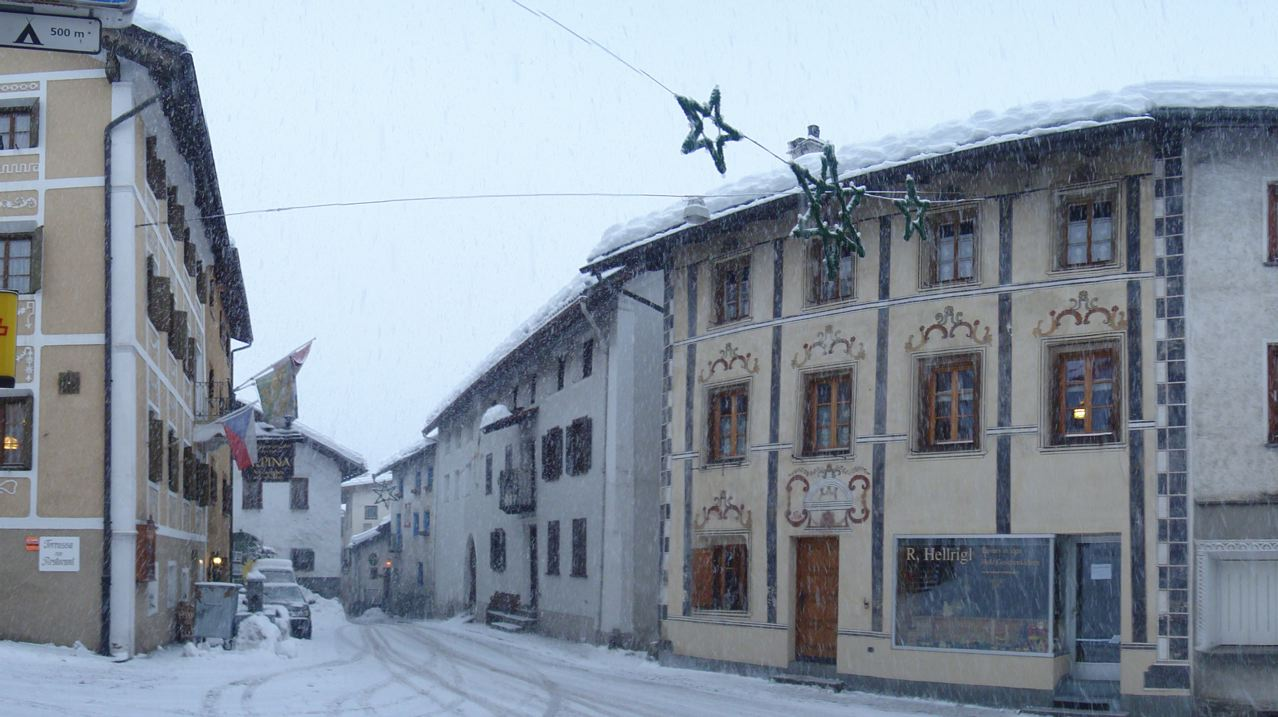
Tradiční domy v obci

| Rok            | 1850 | 1900 | 1950 | 2000 | 2007 |
| Počet obyvatel | 437  | 385  | 420  | 327  | 346  |

### Jazyky
Úředním jazykem je vallader, dialekt rétorománštiny, používaný ve spisovné formě v údolí Val Müstair. Hovorovým jazykem je však místní specifický rétorománský dialekt, zvaný jauer. Ačkoli v obci již koncem 19. století žila německy mluvící menšina, do současnosti přesto zůstala převážně rétorománsky mluvící. Vzájemné poměry mezi jazyky se však změnily. V roce 1880 byla rétorománština mateřským jazykem 81 %, v roce 1910 63 % a v roce 1941 74 % obyvatel. V letech 1910 až 1970 podíl osob hovořících rétorománštinou neustále rostl, roku 1970 tak rétorománštinu jako svůj hovorový jazyk uvedlo 81 % obyvatel. Poté se podíl německy mluvící menšiny až do roku 1990 výrazně zvyšoval (z 18 % na 29 %). Od té doby se jazyková situace stabilizovala. Vývoj v posledních desetiletích ukazuje následující tabulka:
| Jazyky v Santa Maria Val Müstair |                   |                   |                   |                   |                   |                   |
| Jazyk                            | Sčítání lidu 1980 | Sčítání lidu 1980 | Sčítání lidu 1990 | Sčítání lidu 1990 | Sčítání lidu 2000 | Sčítání lidu 2000 |
| Jazyk                            | Počet             | Podíl             | Počet             | Podíl             | Počet             | Podíl             |
| Němčina                          | 78                | 20,31 %           | 106               | 28,73 %           | 83                | 25,38 %           |
| Rétorománština                   | 295               | 76,82 %           | 259               | 70,19 %           | 228               | 69,72 %           |
| Italština                        | 5                 | 1,30 %            | 3                 | 0,81 %            | 2                 | 0,61 %            |
| Počet obyvatel                   | 384               | 100 %             | 369               | 100 %             | 327               | 100 %             |

### Náboženství

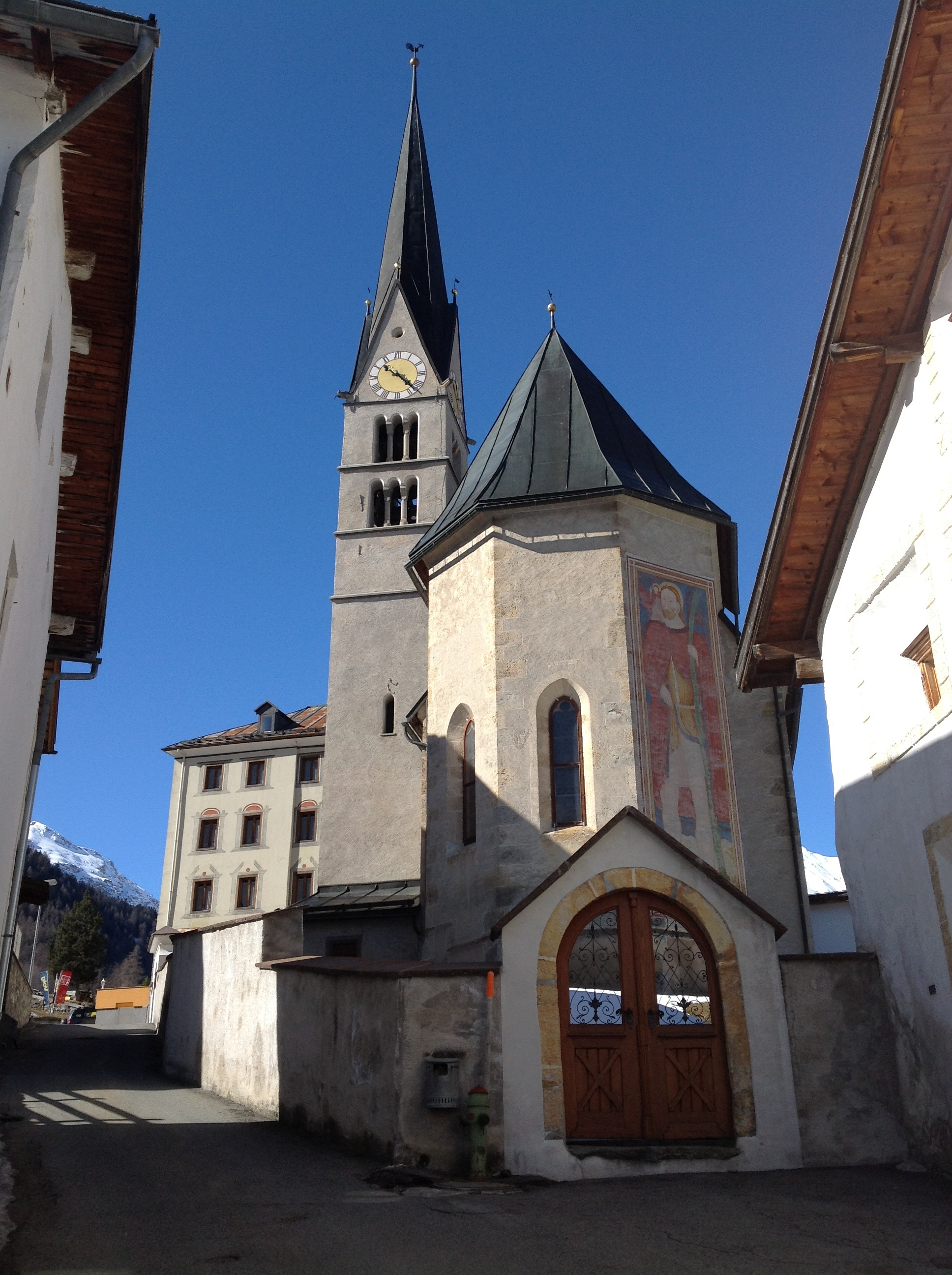
Reformovaný kostel

Protestanti tvoří malou většinu (54 %) oproti 41 % katolíků. Reformace byla zavedena velmi brzy, mezi lety 1526 až 1530. Nové učení však přijala jen část obyvatel, obě náboženské skupiny jsou tak do současnosti přibližně stejně početné.

## Zdravotnictví
Zdravotní péči pro celé údolí Val Müstair zajišťuje nemocnice Ospidal Val Müstair v Santa Marii. Nemocnice je s 85 zaměstnanci a čtyřmi lékaři nejmenší nemocnicí ve Švýcarsku, ale největším zaměstnavatelem v údolí. Slouží jako nemocnice pro ambulantní operace, domov důchodců, ordinace praktického lékaře a středisko záchranné služby. Slouží také obyvatelům okolních obcí na italské straně hranice.

## Hospodářství
Cestovní ruch je pro obec důležitým zdrojem příjmů. Od 8. prosince 2006 je Santa Maria také domovem nejmenšího baru na světě (Guinnessův světový rekord), který byl pojmenován „Nejmenší whisky bar na světě“ a nahradil bar v Colorado Springs v USA. Bar nabízí na pouhých 8,53 metrech čtverečních přes 200 mezinárodních druhů whisky a přibylo k němu i muzeum whisky. Od roku 2007 se zde vyrábí whisky pod vlastní značkou.

## Doprava
Santa Maria leží na hlavní silnici, spojující Davos, Dolní Engadin a italské údolí Vintschgau. 22. srpna 1997 se konalo první hlasování o výstavbě obchvatu. Podnět podaný o deset a půl roku později obsahoval otázku: „Přejete si zrušit rozhodnutí obecního zastupitelstva Sta. Maria ze dne 22. srpna 1997, ve kterém byla vybrána varianta obchvatu C96 Jih, a zároveň uložit obci, aby zadala kantonu vypracování studie proveditelnosti alternativní varianty přes obec a zlepšení jižní varianty?“ a byl v obecním hlasování dne 4. října 2013 zamítnut 41 hlasy proti 195 hlasům.

## Kultura

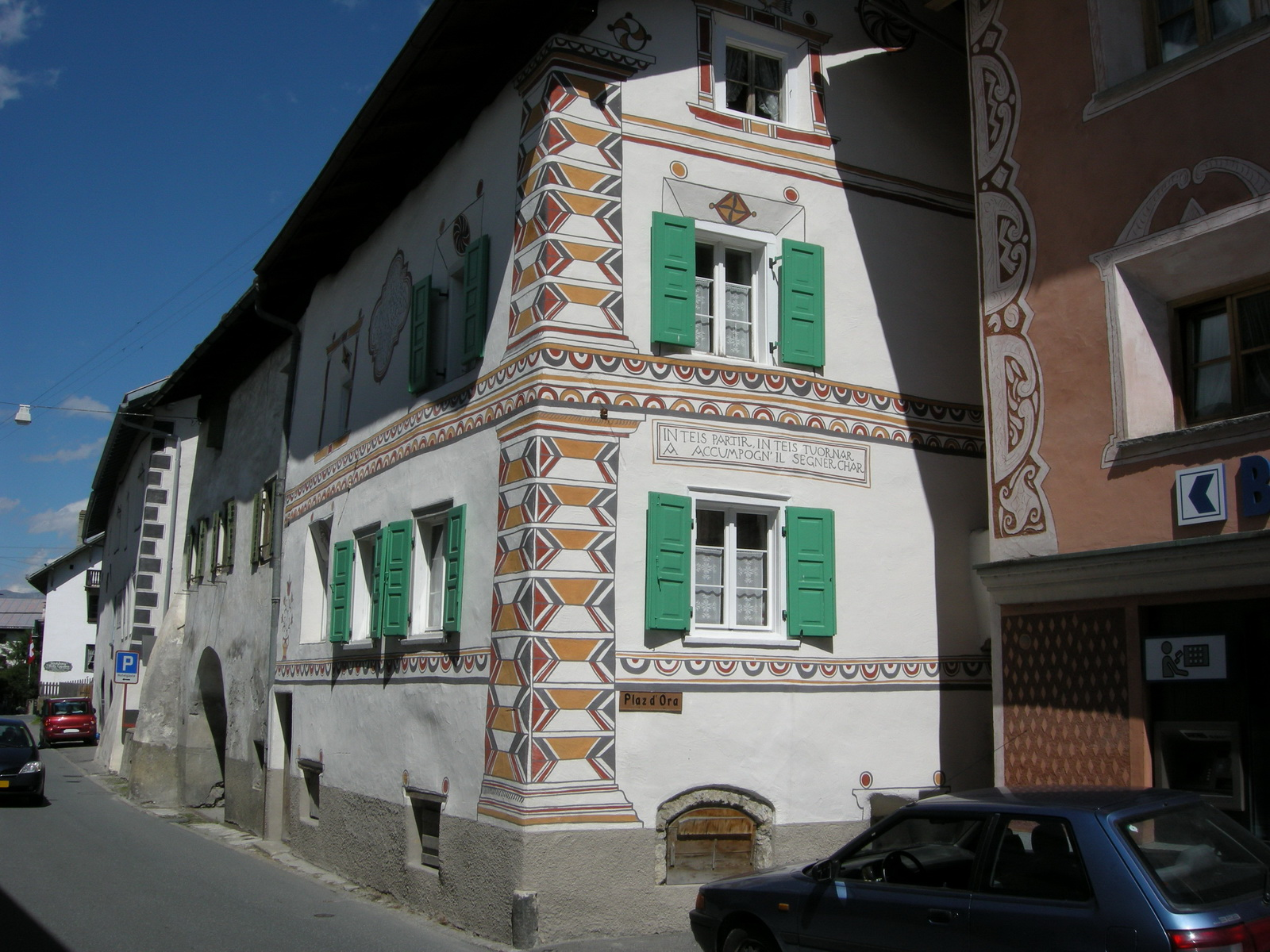
Dům s tradičními sgrafity

Každé léto se zde koná výstava současného umění „Last Exit Eden“, kterou pořádají místní tvůrčí umělci. Santa Maria je domovem spisovatelky Donny Leon, výtvarných umělců Very Malamud a Pascala Lamperta a spisovatelské dvojice Micha Friemel Krohn a Tim Krohn, kteří také provozují penzion pro spisovatele a kontemplativní lidi Chasa Parli.

## Osobnosti
- Dario Cologna (* 1986), švýcarský reprezentant v běhu na lyžích, narodil se a vyrostl v obci
- Donna Leon (* 1942), americko-švýcarská spisovatelka, žije v obci